# Діброва (Сіверськодонецький район)
Діброва (до 2016 року — Червона Діброва) — селище в Україні, у Кремінській міській громаді Сіверськодонецького району Луганської області. Населення становить 338 осіб.

## Новітня Історія
Захоплена Російською Федерацією у 2022 році. Звільнена 27 грудня 2022 року.